# 2004 EO95
2004 EO95 est un objet transneptunien faisant partie des cubewanos. 

## Caractéristiques
2004 EO95 mesure environ 265 km de diamètre ; son arc d'observation est très faible car il n'a été observé que pendant 1 jour en 2004.